# Мироново (Калужская область)
Мироново — деревня в Юхновском районе Калужской области. Входит в состав сельского поселения «Село Щелканово».

## История
В 1965 г. Указом Президиума ВС РСФСР деревня Утринка переименована в Мироново, в память о Герое Советского Союза Миронове Петре Моисеевиче.

## Население
| 2002 | 2010 |
| ---- | ---- |
| 13   | ↘10  |